# Clusia croatii
Clusia croatii là một loài thực vật có hoa thuộc họ Clusiaceae.
Loài này có ở Colombia và Panama.
Chúng hiện đang bị đe dọa vì mất môi trường sống.